# Gut Reitzenstein

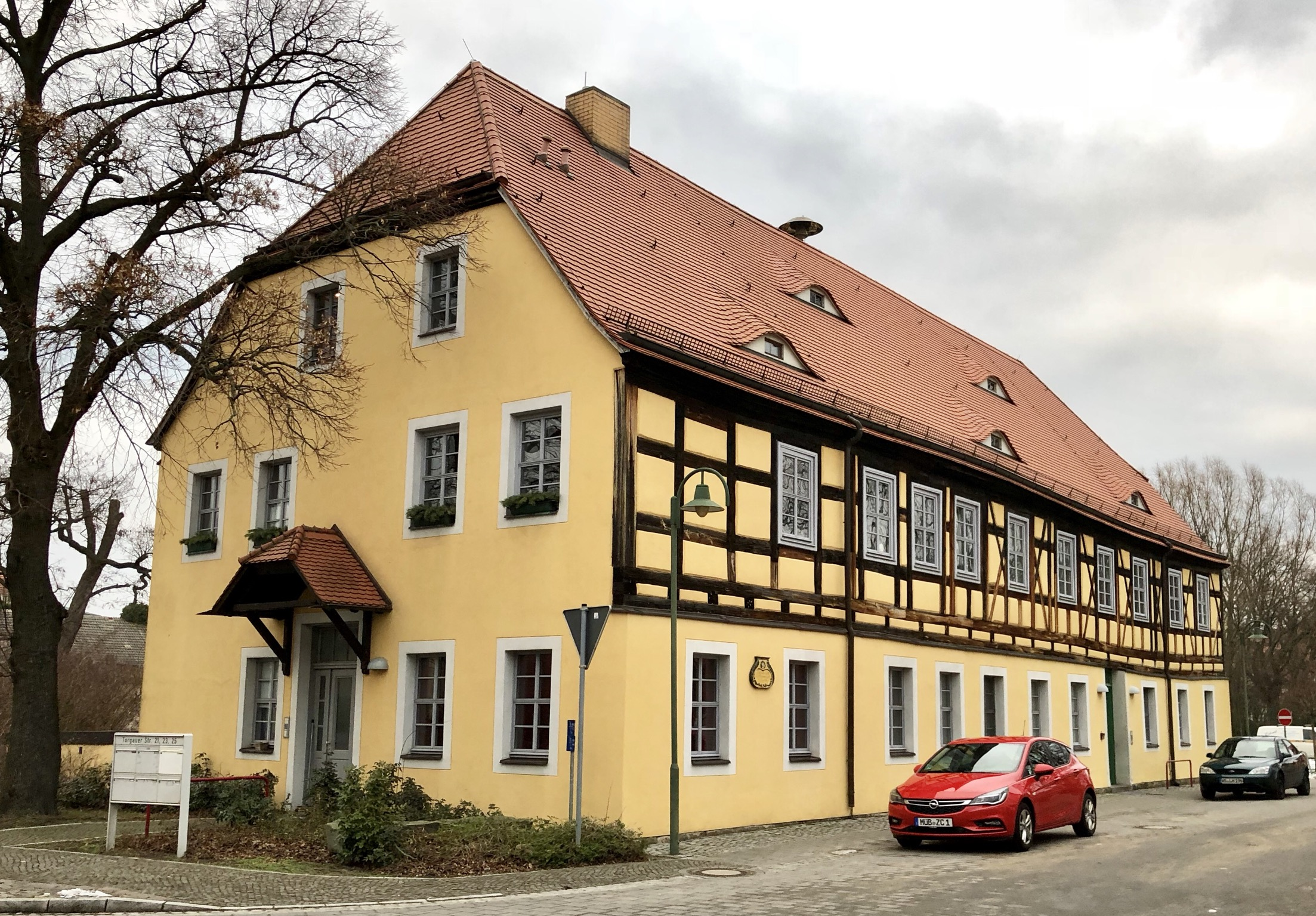
Gut Reitzenstein, 2019

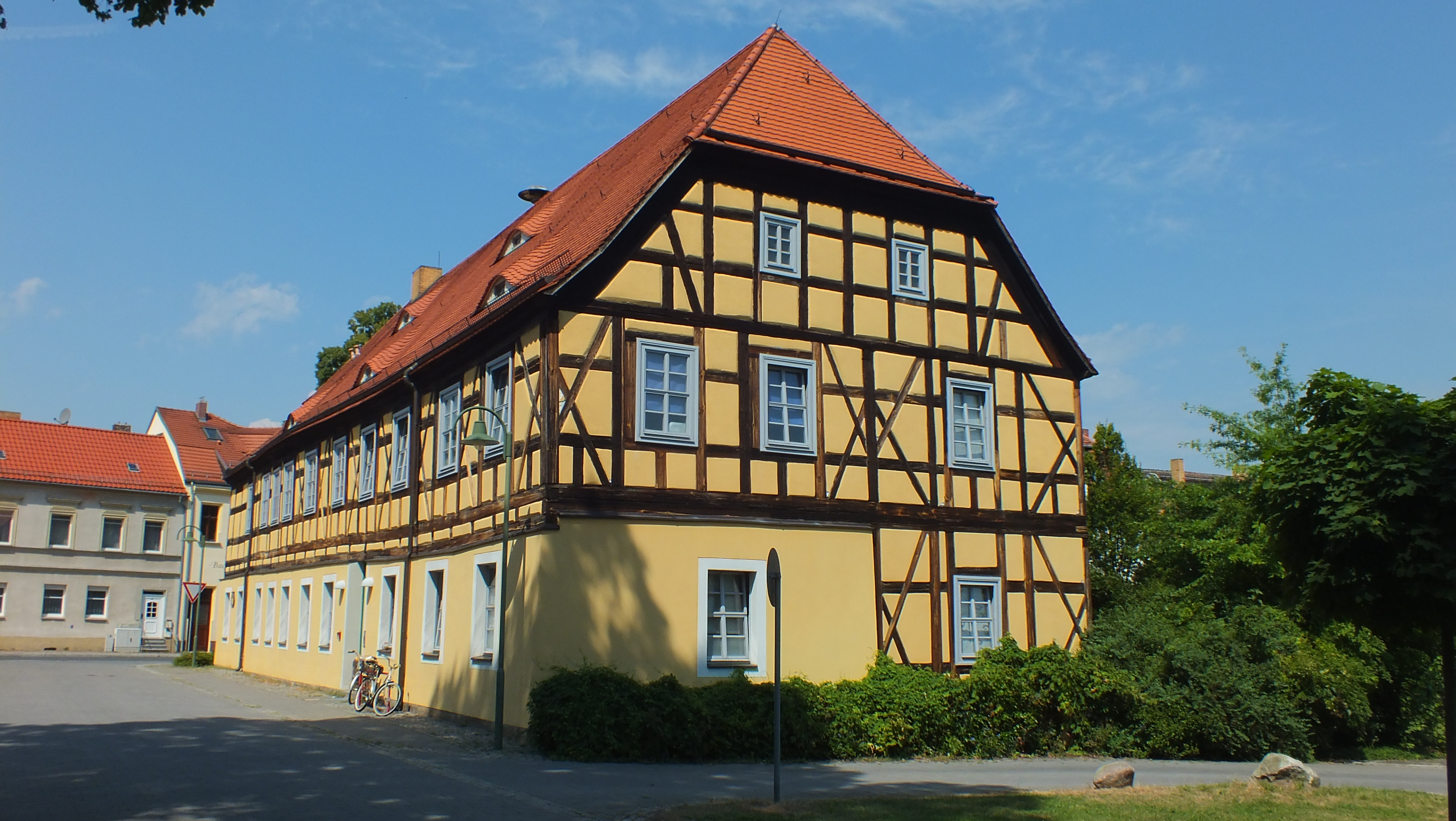
Blick von Osten, 2013

Das Gut Reitzenstein ist ein denkmalgeschütztes Gutshaus in der Stadt Annaburg in Sachsen-Anhalt.

## Lage
Es befindet sich auf der südöstlichen Seite der Torgauer Straße im westlichen Teil Annaburgs an der Adresse Torgauer Straße 21 bis 25. Nördlich verläuft der Mauergraben.

## Architektur und Geschichte
Das große zweigeschossige barocke Fachwerkhaus entstand im Jahr 1716. Es diente als Haus des Oberforst- und Wildmeisters von Reitzenstein. Am Fachwerk finden sich Mannfiguren. Bedeckt ist das Gebäude mit einem Krüppelwalmdach. Der langgestreckte Bau weist Reste der barocken Ausstattung, so insbesondere eine im Inneren befindliche Treppe, auf. Im Jahr 1851 erfolgte ein Umbau, auf den klassizistische Elemente zurückgehen.
Es bestand in der Vergangenheit abweichend von der heutigen Adressierung die Adresse Torgauer Straße 10.
Im örtlichen Denkmalverzeichnis ist das Gutshaus unter der Erfassungsnummer 094 35224 als Baudenkmal verzeichnet.